# Friedrich Brehmer (Medailleur)
Heinrich Friedrich Brehmer (geläufiger Name Friedrich Brehmer, * 25. November 1815 in Hannover; † 1. Januar 1889 ebenda) war ein deutscher Medailleur, Münzgraveur und Goldschmied und das führende Mitglied des Hannoverschen Künstlervereins.

## Leben

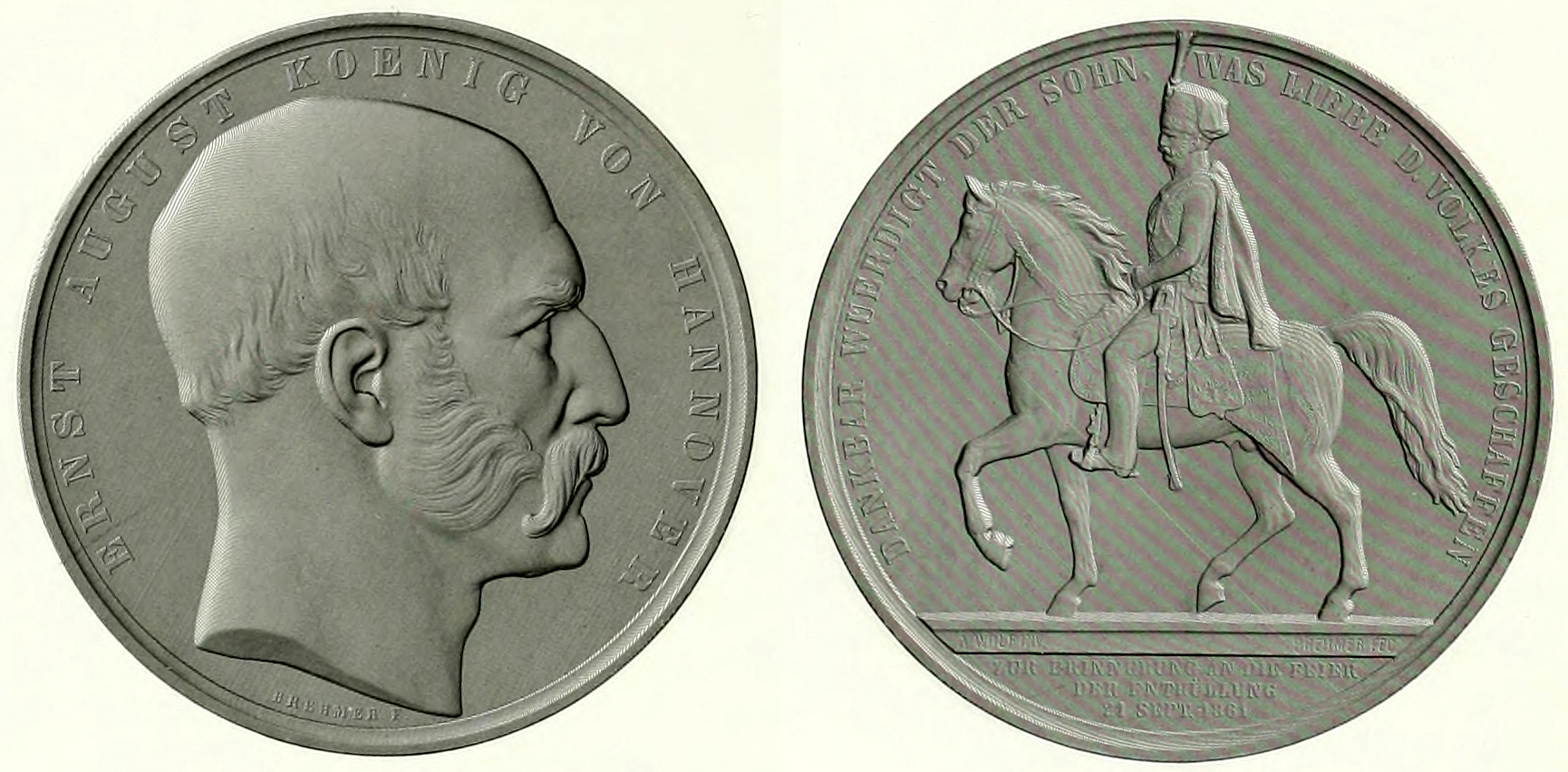
Medaille des Münzgraveurs auf das am 21. September 1861 enthüllte Ernst-August-Denkmal zu Ehren des verstorbenen Königs Ernst August;
Stahlstiche aus dem Ernst August Album

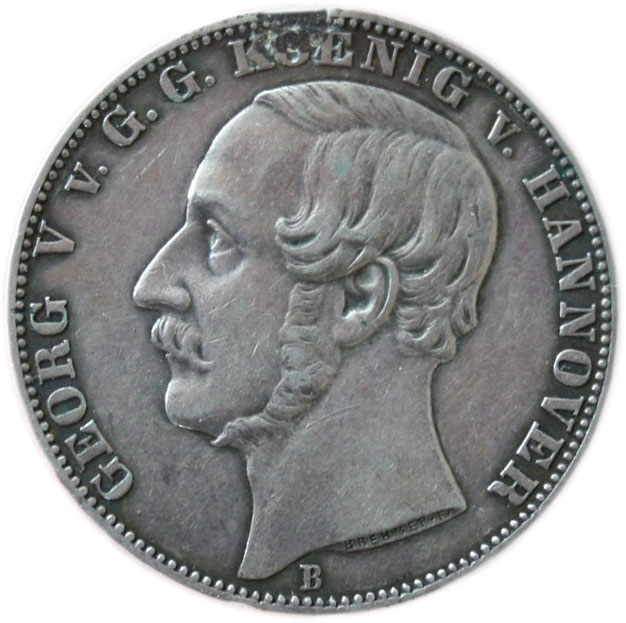
1 (silberner) Taler des Königreichs Hannover von 1865 mit dem Porträt von König Georg V., der Künstlersignatur „BREHMER F.“ am Halsabschnitt und dem Buchstaben B für den Münzmeister Theodor Wilhelm Brüel

Heinrich Brehmer war der Sohn eines königlich hannoveranischen Münzarbeiters. Nach einer Lehre als Goldschmied war er von 1834 bis 1847 in Paris bei Augustin-Alexandre Dumont und Étienne-Jules Ramey beschäftigt. Doch schon in dieser Zeit war er – anfangs als freier Mitarbeiter – ab 1846 unter anderem für die Münze Hannover (Prägestätte) tätig. Ebenfalls im Jahr 1846 trat Brehmer dem Hannoverschen Künstlerverein bei, war von 1862 bis 1870 einer der Geschäftsführer dieser Künstlervereinigung. Er war hier vor allem mit dem Maler Edmund Koken befreundet.
In Hannover fertigte Brehmer ab 1848 die Prägestempel für fast alle Münzen des Königreichs Hannover an.
Für seine Porträts der Landesherren Ernst August und Georg V. verlieh ihm Georg 1857 die Goldene Ehrenmedaille für Kunst und Wissenschaft.
1864 erhielt Brehmer eine Festanstellung an der königlichen Münze bei einem Festgehalt von 800 Talern. Sein hervorragender Ruf, vor allem als Porträtist, war bis über die Landesgrenzen bekannt und verschaffte der Münze Hannover viele Aufträge benachbarter Staaten. So gestaltete Brehmer unter anderem Münzen für das Herzogtum Braunschweig (ab 1864), für die Stadt Bremen (unter anderem den Börsentaler von 1864), die Stadt Hamburg (jährlich 2000 Dukaten), das Großherzogtum Oldenburg und das Fürstentum Schaumburg-Lippe. Daneben schuf er zahlreiche hochkünstlerische Medaillen zu den unterschiedlichsten Anlässen.

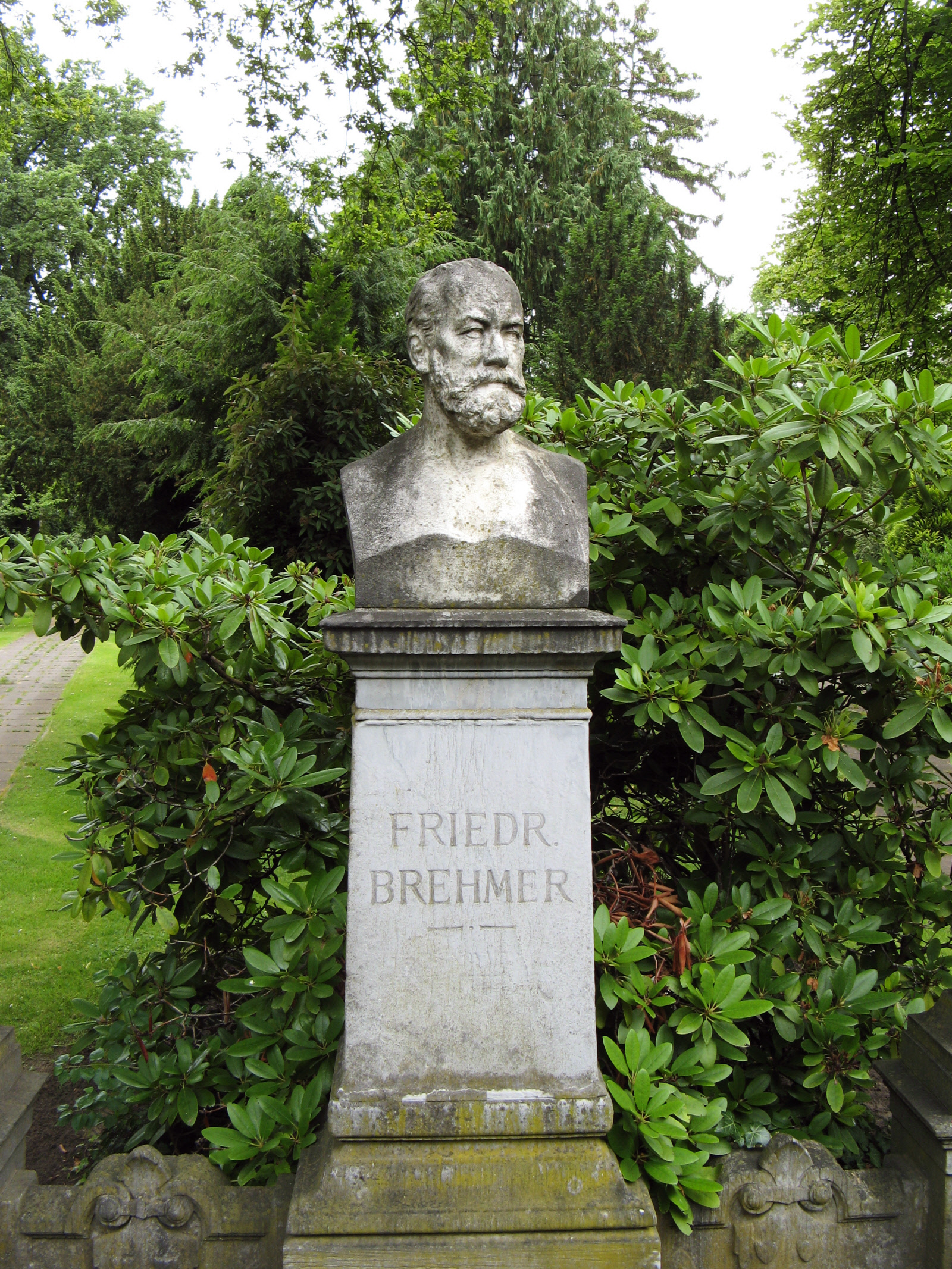
Grabmal von Friedrich Brehmer auf dem Stadtfriedhof Engesohde in Hannover

1878 trat Brehmer in den Ruhestand.

## Grabmal
Heinrich Bremers Grabmal mit einer von dem Bildhauer Wilhelm Engelhard geschaffenen Büste findet sich in Hannover auf dem Stadtfriedhof Engesohde in Abteilung 40R, Grabnummer 24.

## Brehmer-Abend
Heinrich Brehmer hinterließ dem Hannoverschen Künstlerverein 6000 Goldmark aus seinem Vermögen. Der jährlich zum Geburtstag des Künstlers am 25. November mit dem sogenannten „feuchten Gedeck“ gefeierte „Brehmer-Abend“ des Vereins geht auf diese Hinterlassenschaft zurück.

## Werke (Auswahl)
Brehmers Werke finden sich vor allem Suermondt-Ludwig-Museum sowie im Heimatmuseum der Burg Frankenberg in Aachen, in der Hamburger Kunsthalle sowie in Hannover im Niedersächsischen Landesmuseum sowie im Museum August Kestner.
Brehmers Porträt des Königs von Hannover zierte ab 1847 die Goldene Ehrenmedaille für Kunst und Wissenschaft.
Brehmer schuf Münzen und Medaillen im spätklassizistischen Stil von Personen aus Kultur und Wissenschaft, darunter
- Gedenkmedaillen für Carl Friedrich Gauß 1855;[2][5] und 1877
- Gedenkmedaille für Justus von Liebig;[2]
- Gedenkmedaille für Ludwig van Beethoven[2] 1870[6]
- Gedenkmedaille zur Enthüllung des Denkmals von Ernst August I. von Hannover am 21. September 1861[7]
- Porträtmedaille für das 50-jährige Amtsjubiläum von Georg Friedrich Grotefend und für das 500-jährige Bestehen des Lyceums zu Hannover.[2][8]
- Gedenkmedaille für Ernst von Bandel und die Fertigstellung des Hermannsdenkmal 1875

Er schuf einige Porträtreliefs auf dem Stadtfriedhof Engesohde:
- Marmor-Porträtrelief des Grabmals des Schauspielers Karl August Devrient. Grabmal vom Bildhauer Theodor Maßler geschaffen.
- Porträt-Bronzebüste des Grabmals des Landschaftsmalers Edmund Koken[9]
- Porträtrelief des Grabdenkmals von Ernst von Bandel[10]
- Bronze-Kopf-Relief des Grabmals von Karl Karmarsch